# Магнар Сольберг
Магнар Сульберг (норв. Magnar Solberg, нар. 4 лютого 1937, Сукнедал) — норвезький біатлоніст, триразовий призер Олімпійських ігор.

## Біографія
Магнар Сульберг народився 4 лютого 1937 року в селі Сукнедал, у провінції Сер-Тренделаг, Норвегія. У 1968 році Магнар виграв першу золоту медаль в біатлоні в історії Норвегії на Олімпійських іграх у дисципліні індивідуальної гонки. Він є єдиним спортсменом, кому вдавалося перемогти двічі в індивідуальній гонці, на Олімпіаді 1968 і 1972 року. Також на Олімпіаді 1982 року Сульберг був прапороносцем норвезької команди.
Також здобув п'ять медалей чемпіонату світу з біатлону — три срібні і дві бронзові. Виступав також на чемпіонатах Північної Європи з біатлону. У 1982 році став чемпіоном Норвегії.
Після завершення спортивної кар'єри працював у норвезькій поліції. Був одним із двох офіцерів поліції, відповідальних за судовий розгляд справи Фріца Моєна. Пізніше зізнався у правопорушеннях, скоєних ним під час ведення справи, звільнився з поліції і працював у сфері страхування.